# 神農氏
神農氏（しんのうし）は、古国時代の伏羲女媧政権と黄帝有熊氏の間の時期に存在したとされる、伝説上の姜姓の氏族である。また、黄帝有熊氏、蚩尤と同祖であるとされる。

## 概要
伝説では、紀元前3000年頃、神農が即位し、初代炎帝となった。都を陳に置き、補遂国を滅ぼしたとされる。また、風沙が起こした反乱を鎮圧し、茶の栽培を発明したとされる。
しかし8代炎帝楡罔の時期には、姜姓で同族にあたる蚩尤に敗れ、軒轅（後の黄帝）に助けを求め、炎黄連合軍で蚩尤を破った（涿鹿の戦い）が、阪泉の戦いで黄帝に滅ぼされた。これにより、黄帝有熊氏による支配が始まった。
これについては、風姓氏族（伏羲女媧政権）から姜姓氏族（炎帝神農氏）、そして姫姓氏族（黄帝有熊氏以降）へ政権が遷った事は、伝説ではあるが、そのモデルとなった出来事があったのではないかという意見が存在する（=信古派）。

## 炎帝
炎帝号に関しては、大庭氏が炎帝を名乗ったとされ、炎帝号は神農が新たに創始した称号ではなかったとされる。また、大庭氏の時代、風姓の8氏族に代わり、姜姓の5氏族が中華を治めるようになり、そのうち最も有力であったのが後の神農氏である、とされる。

## 帝室
これらは全て伝説上のものである事に留意。
- 神農　(1)　　51年間在位。
- 帝臨魁(2)　　60年間在位。
- 帝承　(3)　　3年間在位。
- 帝明　(4)　　54年間在位。
- 帝直　(5)　　23年間在位。
- 帝来　(6)　　54年間在位。
- 帝哀　(7)　　51年間在位。
  - 節莖　　帝哀の子。
  - 克　　　節莖の子、帝楡罔の父。
- 帝楡罔(8)　55年間在位。阪泉で敗れ滅亡。

また、飛龍氏、潜龍氏、居龍氏、降龍氏、土龍氏、水龍氏、青龍氏、赤龍氏、白龍氏、黒龍氏（黄龍氏）の氏族が太陽神・神農の子孫として支配したとされるが、当時の「氏」を太古時代のように個人として扱う場合は、10代8帝の帝室と符合する。

## その後
阪泉の戦いでの滅亡後、一族は四散したとされるが、これは西に逃れた先の羌族と同化した一族である。伯夷・叔斉については詳しく記録があり、孤竹国の君主となったともされる。
- 炎居　帝楡罔の子[3]。
- 節並　炎居の子。
- 戯器　節並の子。
- 祝融　戯器の子。火事の象徴とされる[注釈 5]。
- 共工　祝融の子。水害の原因とされる[注釈 6]。
- 勾龍　共工の子。
- 夸父　勾龍の子。
- 竹猷
- 亜微　竹猷の子。
- 伯夷・叔斉　亜微の子。武王克殷に反対し、餓死。

後にこの一族は呂を姓とした。また、末裔に太公望（呂尚）や呂不韋（秦の丞相）がいるともされる。しかし、伯夷・叔斉は墨胎氏の子允（公信）・子致（公達）とされており、子姓であった事となり、伝承に混乱がみられる。